# パッターニー駅
パッターニー駅（パッターニーえき、タイ語:สถานีรถไฟปัตตานี）は、タイ王国南部パッターニー県コークポー郡にある、タイ国有鉄道南本線の駅である。

## 概要
パッターニー駅は、タイ王国南部の人口66万人が暮らすパッターニー県にある。駅名こそ「パッターニー」を名乗っているがムアンパッターニー郡ではなく、コークポー郡にある。このためコークポー駅とも言う。駅の正面側（北東側）約80mのところに国道42号線があり、国道沿いに小さな町並みがある。
一等駅であり、1日に14本（7往復）の列車が発着しその内訳は、特急2往復、快速3往復、普通2往復である。
当駅に発着するバンコク発着の列車は全てクルンテープ駅発着であり、その乗車距離は1025.26kmであり、特急列車利用で18時間程度である。

## 歴史
タイ国有鉄道南本線の本格的な工事は北側1カ所（ペッチャブリー駅）、南側2カ所（ソンクラー駅、カンタン駅）の3カ所より開始された。その後南本線はウタパオ駅まで全通し、マレーシアの東海岸線と接続されるべくスンガイコーロック駅に向け工事が開始された。1917年4月1日に、クローンサイ駅まで開通した事に伴い当駅が開業した。1921年9月17日にスンガイコーロック駅まで全通し、南本線が完成した。
- 1917年4月1日 【開業】ウタパオ分岐駅 - クローンサイ駅 (100.27km)
- 1919年11月1日 【開業】クローンサイ駅 - バロ駅 (35.63km)
- 1920年3月1日 【開業】バロ駅 - タンヨンマット駅 (37.8km)
- 1921年9月17日 【開業】タンヨンマット駅 - スンガイコーロック駅 (43.49km)

## 駅構造
単式及び島式1面の複合型ホーム2面2線をもつ地上駅であり、駅舎はホームに面している。